# Cyzicidae
Cyzicidae is een familie van kreeftachtigen uit de klasse van de Branchiopoda (blad- of kieuwpootkreeftjes).

## Geslachten
- Cyzicus Audoin, 1837